# Hammelburg
Hammelburg település Németországban, azon belül Bajorországban. Lakosainak száma 10 826 fő (2023. december 31.). Hammelburg Wasserlosen, Arnstein, Eußenheim, Karsbach, Gräfendorf, Wartmannsroth, Oberthulba, Elfershausen és Fuchsstadt községekkel határos.

## Népesség
A település népessége az elmúlt években az alábbi módon változott:
| Lakosok száma | 2793 | 5329 | 12 350 | 11 488 | 11 151 | 11 142 | 11 093 | 11 060 | 10 859 | 10 826 |
|               | 1875 | 1950 | 1975   | 1987   | 2012   | 2014   | 2016   | 2017   | 2021   | 2023   |